# Lucía Sosa (chính trị gia)
Lucía de Lourdes Sosa Robinzon (sinh ngày 6 tháng 2 năm 1957) là một giáo viên, kỹ sư và chính trị gia người Ecuador, người đứng đầu tỉnh Esmeraldas từ năm 2005 đến 2013 và 2014 đến 2018, và hiện là thị trưởng của thành phố cùng tên.

## Tiểu sử
Lucía Sosa vào trường Rafael Palacios de Esmeraldas, nơi bà hoàn thành chương trình giáo dục tiểu học. Bà theo học tại các trường Margarita Cortez và Luis Vargas Torres, bình thường, đạt được danh hiệu Cử nhân Khoa học Giáo dục sau này. Năm 18 tuổi, bà gặp người chồng tương lai của mình, Luis Antonio Pimentel. Tại Luis Vargas Torres Technical University, bà đã nhận được bằng cấp về khoa học chính trị và kinh tế, và ngay sau đó, danh hiệu Commercial engineering  tại Đại học Hợp tác Colombia.
Bà đã dạy trong 28 năm, được biết đến như một nhà đổi mới. Năm 2003, bà là chủ tịch của National Union of Educators. Với tư cách là chủ tịch và phó chủ tịch của Quỹ thất nghiệp của Magisterium Ecuador (FCME), bà đã thực hiện các công việc như hoàn thành 250 ngôi nhà, dẫn dắt bà tiến lên chính trị.
Trong 2004 Ecuadorian sectional elections, Sosa là ứng cử viên cho tỉnh Esmeraldas cho Phong trào Dân chủ (MPD). Bà đã được bầu với 47.579 phiếu bầu, phá vỡ tổ chức Đảng Roldosist (PRE) của Ecuador đã có trên văn phòng trong tám năm.
Trong khi trưởng thành, bà đã sinh đôi vào tháng 7 năm 2012.

## Tỉnh trưởng Esmeraldas
Vào ngày 5 tháng 1 năm 2005, Lucía Sosa nhậm chức quận trưởng Esmeraldas. Trong nhiệm kỳ của mình, bà giám sát các dự án công trình công cộng như đường, cầu, và hệ thống thủy lợi ở khu vực nông thôn của tỉnh. Bà thúc đẩy sự tham gia của công dân vào các công trình này và chuẩn bị ngân sách.
Bà đã giữ lại văn phòng của mình trong 2009 Ecuadorian sectional elections  với 89.260 phiếu bầu, mặc dù bà sẽ không hoàn thành nhiệm kỳ của mình sau khi bị Tòa án Hiến pháp bãi nhiệm và thay thế bởi Rafael Erazo vào năm 2013. Trong giai đoạn này, bà là một phần của sự hình thành Commonwealth of Northern Ecuador vào ngày 21 tháng 1 năm 2011. Bà sẽ đảm nhận chức chủ tịch của tổ chức này vào năm 2013 và 2017, và phó chủ tịch của nó vào năm 2012 và 2016 thay mặt cho Esmeraldas. bà phản đối việc sáp nhập La Concordia vào tỉnh Santo Domingo de los Tsáchilas.
Sosa đã được tái đắc cử vào 2014 Ecuadorian sectional elections, mặc dù việc lặp lại bỏ phiếu ở hai giáo xứ Muisne đã báo cáo sự bất thường và đã bị đình chỉ vào ngày họ được lên lịch. Sau trận động đất năm 2016, Sosa đã cáo buộc chính quyền trung ương Rafael Correa loại trừ Esmeraldas khỏi tái thiết, trong khi nợ 14,6 triệu đô la cho tỉnh này.
Năm 2017, bà đã phản đối một đề xuất rằng các quận được bầu riêng bởi khu vực nông thôn, cho thấy rằng đó là vi hiến và sẽ thiên vị ngân sách của các quận có lợi cho khu vực nông thôn. Trong các sự cố ở biên giới Ecuador với các thành viên của Lực lượng Vũ trang Cách mạng Colombia (FARC), bà cho biết rằng bà đã yêu cầu chế độ Correa giám sát biên giới nhiều hơn bằng cách theo dõi khu vực phía bắc bằng trực thăng, nhưng ý tưởng không phải là hành động của chính phủ.
Vào cuối năm 2018, Sosa đã từ chức làm trưởng ban để tham gia với tư cách là ứng cử viên cho thị trưởng thành phố Esmeraldas.

## Thị trưởng Esmeraldas
Lucía Sosa đã chiến thắng trong 2019 Ecuadorian sectional elections, trở thành thị trưởng của Esmeraldas cho đảng Thống nhất phổ biến với 42.071 phiếu bầu. bà nhậm chức vào ngày 14 tháng 5 năm 2019, thề sẽ tập trung vào việc tái thiết các văn phòng thành phố đã bị hư hại trong trận động đất của tháng trước.